# Джанджорджо Палеолог
Джованни Джорджио Палеолог или Джанджорджо Палеолог (итал. Giovanni Giorgio Paleologo, итал. Giangiorgio Paleologo; 20 января 1488, Казале-Монферрато, Монферратское маркграфство — 30 апреля 1533, Казале-Монферрато) — последний маркграф Монферрато из дома Палеологов.

## Биография
Джованни Джорджио Палеолог, сын монферратского маркграфа Бонифачо III и Марии Бранкович, родился в Казале-Монферрато 20 января 1488 года.
Джованни Джорджио был вторым сыном Бонифация III и не претендовал на то, чтобы стать маркизом. Он посвятил себя религиозной карьере, но был вынужден стать опекуном Бонифация IV после смерти своего старшего брата Гульельмо IX. Когда 6 июня 1530 года Бонифаций IV умер в результате падения с лошади, Джованни Джорджио становится последним законным наследником мужского пола на престол Монферрата. 
Бездетный Джанджорджо Палеолог начал подыскивать наследника на трон Монферрата, так как врачи предрекли ему смерть в течение нескольких лет из-за неизлечимой болезни пищеварительной системы. Наследником была избрана Мария Монферратская, дочь Гульельмо IX, на которой женился герцог Мантуи Федерико II из дома Гонзага. Однако в скором времени Мария скоропостижно скончалась. 
В это же время право на наследство начал выдвигать Франческо ди Салуццо, который приходился родственником маркграфам Монферрата, но был союзником Французского королевства. Вдовствующая маркграфиня Анна предложила овдовевшему зятю жениться на младшей сестре его покойной супруги. Таким образом она надеялась защитить маркграфство Монферратское от посягательств со стороны Французского королевства и Савойского герцогства после смерти Джованни Джорджио. Свадьба состоялась в Казале 3 октября (по другим сведениям 16 ноября) 1531 года.
В отчаянной попытке продолжить мужскую линию Палеологов Джанджорджо принимает императорское предложение жениться на уже немолодой Джулии Неаполитанской, дочери короля Неаполя Федериго и Изабеллы дель Бальцо. Свадьба состоялась 29 апреля 1533 года. На следующий день, 30 апреля 1533 года, маркграф умер, так и не оставив законного мужского потомства.

## Брак и потомство
Джанджорджо Палеолог был женат на Джулии Неаполитанской, детей у них не было.